# Пам'ятки історії Глобинського району
У Глобинському районі Полтавської області нараховується 76 пам'яток історії.
| #   | назва | адреса                                    | роки події                     | роки встановлення | автор                                    | матеріали                                                                     | розміри                                           | рішення                                                          |
| --- | --- | ----------------------------------------- | ------------------------------ | ----------------- | ---------------------------------------- | ----------------------------------------------------------------------------- | ------------------------------------------------- | ---------------------------------------------------------------- |
| 1.  | Пам’ятний знак учасникам встановлення радянської влади                                                                                 | м. Глобине, КСП “Росія”                   | 1919                           | 1975              | Місцеві майстри                          | обеліск – граніт                                                              | вис. 1,8 м                                        | –                                                                |
| 2.  | Братська могила радянських воїнів | м. Глобине, вул. Ударників                | 1943                           | 1962              | ск. П.Андреєв                            | залізобетон                                                                   | вис. ск. – 2,5 м,пост. – 1,7 м                    | –                                                                |
| 3.  | Братська могила партизан і підпільників                                                                                                | м. Глобине, кладовище                     | 1943                           | 1952              | Місцеві майстри                          | обеліск – цегла оштук.                                                        | вис. 1,5 м                                        | –                                                                |
| 4.  | Братська могила радянських воїнів | м. Глобине, кладовище                     | 1943                           | 1952              | Місцеві майстри                          | обеліск – цегла оштук.                                                        | вис. 2,8 м                                        | –                                                                |
| 5.  | Братська могила радянських воїнів, 35 одиночних могил                                                                                  | м. Глобине, кладовище, військова дільниця | 1943                           | 1952              | Місцеві майстри                          | обеліск – цегла оштук.                                                        | вис. 2,2 м                                        | –                                                                |
| 6.  | Пам’ятник воїнам-землякам | м. Глобине, пров. Поштовий                | 1941 – 1945                    | 1952              | ск. І.Лось                               | залізобетон, граніт                                                           | вис. ск. – 2,5 м,пост. – 3,0 м                    | –                                                                |
| 7.  | Пам’ятник воїнам-визволителям і полеглим землякам                                                                                      | м. Глобине, КСП “Росія”                   | 1941 – 1945                    | 1956              | ск. О.Савельєв                           | залізобетон                                                                   | вис. ск. – 2,7 м,пост. – 3,0 м                    | –                                                                |
| 8.  | Пам’ятний знак комсомольцям 20-х років                                                                                                 | м. Глобине, центр                         | 1920                           | 1968              | ск. П. Фліт                              | мармуро-ва крихта                                                             | вис. 5,0 м                                        | Рішення бюро Глобинського райкому комсомолу№ 1 від 13.02.1967 р. |
| 9.  | Могила Героя Соціалістичної Праці В.Е.Коченко                                                                                          | м. Глобине, кладовище                     | 1902 – 1983                    | 1984              | –                                        | граніт                                                                        | вис. 1,7 м                                        | –                                                                |
| 10. | Могила Героя Соціалістичної Праці Н.Ю.Панченко                                                                                         | м. Глобине, кладовище                     |                                |                   |                                          |                                                                               |                                                   |                                                                  |
| 11. | Братська могила радянських воїнів | с. Семимогили, кладовище                  | 1943                           | 1958              | Харківський скульптурний комбінат        | залізобетон, цегла оштук.                                                     | вис. ск. – 3,0 м,пост. – 2,8 м                    | –                                                                |
| 12. | Група могил (3) радянських воїнів, пам’ятний знак полеглим воїнам-землякам                                                             | с. Шепелівка, меморіальний комплекс       | 1943, 1941 – 1945              | 1955              | ск. М.Ярошенко                           | залізобетон, цегла оштук.                                                     | вис. ск. – 3,5 м,пост. – 1,8 м                    | –                                                                |
| 13. | Братська могила радянських воїнів | смт. Градизьк, нова частина селища        | 1943                           | 1957              | ск. М.Ярошенко                           | залізобетон, цегла оштук.                                                     | вис. ск. – 2,8 м,пост. – 3,5 м                    | –                                                                |
| 14. | Братська могила радянських воїнів | смт. Градизьк, стара частина селища       | 1943                           | 1949              | ск. О.Супрун, А. Білостоцький            | залізобетон, цегла оштук.                                                     | вис. ск. – 3,2 м,пост. – 3,5 м                    | –                                                                |
| 15. | Братська могила радянських воїнів | смт. Градизьк, кладовище                  | 1943                           | 1950              | Місцеві майстри                          | цегла оштук.                                                                  | вис. 1,8 м                                        | –                                                                |
| 16. | Могили радянських воїнів (3) | смт. Градизьк, кладовище                  | 1943                           | 1955              | Місцеві майстри                          | цегла оштук.                                                                  | вис. 1,5 м                                        | –                                                                |
| 17. | Братська могила радянських воїнів | с. Лізки                                  | 1943                           | 1950              | Місцеві майстри                          | цегла оштук.                                                                  | вис. 1,8 м                                        | –                                                                |
| 18. | Група братських могил (4) радянських воїнів                                                                                            | с. Середпілля                             | 1943                           | 1950              | Місцеві майстри                          | цегла оштук.                                                                  | вис. 1,8 м                                        | –                                                                |
| 19. | Братська могила радянських воїнів, пам’ятний знак полеглим воїнам-землякам                                                             | с. Бабичівка, меморіальний комплекс       | 1943, 1941 – 1945              | 1960              | ск. М.Ярошенко                           | залізобетон, цегла оштук.                                                     | вис. ск. – 2,8 м,пост. – 2,2 м                    | –                                                                |
| 20. | Братська могила радянських воїнів, пам’ятний знак полеглим воїнам-землякам                                                             | с. Набережне, меморіальний комплекс       | 1943, 1941 – 1945              | 1967              | Полтавські реставраційні майстерні       | обеліск - граніт                                                              | вис. 2,1 м                                        | 1967, заходи обкому партії і облвиконкому до 50-річчя Жовтня.    |
| 21. | Братська могила радянських воїнів, пам’ятний знак полеглим воїнам-землякам                                                             | с. Устимівка, меморіальний комплекс       | 1943, 1941 – 1945              | 1962              | ск. М.Ярошенко                           | залізобетон, цегла оштук.                                                     | вис. ск. – 3,0 м,пост. – 2,0 м                    | –                                                                |
| 22. | Братська могила радянських воїнів, пам’ятний знак полеглим воїнам-землякам                                                             | с. Броварки, меморіальний комплекс        | 1943, 1941 – 1945              | 1958              | ск. М.Ярошенко, Г.Новосельцев            | залізобетон, граніт                                                           | вис. ск. – 3,0 м,пост. – 2,9 м                    | –                                                                |
| 23. | Пам’ятний знак полеглим воїнам-землякам                                                                                                | с. Бугаївка                               | 1941 – 1945                    | 1967              | ск. А.Кравцов                            | залізобетон, цегла оштук.                                                     | вис. шпиля – 7,0 м, ск. – 3,0 м                   | –                                                                |
| 24. | Група могил (3) учасників встановлення радянської влади, радянських воїнів, пам’ятний знак полеглим воїнам-землякам                    | с. Горби, меморіальний комплекс           | 1919, 1943, 1941 – 1945        | 1963              | ск. І.Білоусов                           | залізобетон, цегла, метал                                                     | вис. ск. – 3,2 м,пост. – 2,0 м                    | –                                                                |
| 25. | Меморіальна дошка на честь земляка-композитора М.В.Лисенка                                                                             | с. Гриньки, Будинок культури              | 1842 – 1912                    | 1967              | Полтавські художні майстерні             | граніт                                                                        | 0,8 х 0,6 м                                       | –                                                                |
| 26. | Братська могила радянських воїнів | с. Гриньки                                | 1943                           | 1957              | ск. Б.Клейнарх. Н.Клейн                  | залізобетон, цегла оштук.                                                     | вис. ск. – 3,0 м,пост. – 3,0 м                    | –                                                                |
| 27. | Пам’ятний знак полеглимвоїнам-землякам                                                                                                 | с. Гриньки, центр                         | 1941 – 1945                    | 1969              | ск. А.Кравцов                            | залізобетон, цегла оштук.                                                     | вис. шпилю –7,0 м, вис.ск. – 3,0 м, пост. – 2,5 м | –                                                                |
| 28. | Братська могила радянських воїнів, пам’ятний знак полеглим воїнам-землякам                                                             | с. Жуки, меморіальний комплекс            | 1943, 1941 – 1945              | 1956              | ск. П.Андреєв, Г.Новосельцев             | залізобетон, граніт                                                           | вис. ск. – 3,0 м,пост. – 2,8 м                    | –                                                                |
| 29. | Братська могила радянських воїнів, пам’ятний знак полеглим воїнам-землякам                                                             | с. Заможне, меморіальний комплекс         | 1943, 1941 – 1945              | 1958              | ск. П.Андреєв                            | залізобетон                                                                   | вис. ск. – 2,8 м,пост. – 2,0 м                    | –                                                                |
| 30. | Братська могила радянських воїнів, пам’ятний знак полеглим воїнам-землякам                                                             | с. Корещина, меморіальний комплекс        | 1943, 1941 – 1945              | 1947              | Місцеві майстри                          | обеліск - цегла                                                               | вис. 1,8 м                                        | –                                                                |
| 31. | Могила радянського воїна | с. Малинівка                              | 1943                           | 1958              | ск. М.Ярошенко                           | залізобетон, цегла оштук.                                                     | вис. ск. – 2,5 м,пост. – 2,5 м                    | –                                                                |
| 32. | Братська могила радянських воїнів, пам’ятний знак полеглим воїнам-землякам                                                             | с. Радалівка, меморіальний комплекс       | 1943, 1941 – 1945              | 1959              | ск. П.Андреєв                            | залізобетон, граніт                                                           | вис. ск. – 2,9 м,пост. – 2,5 м                    | –                                                                |
| 33. | Братська могила радянських воїнів | с. Степове                                | 1943                           | 1959              | ск. І.Білоусов                           | залізобетон, цегла оштук.                                                     | вис. ск. – 2,5 м,пост. – 3,0 м                    | –                                                                |
| 34. | Братська могила радянських воїнів, пам’ятний знак полеглим воїнам-землякам                                                             | с. Зубані, меморіальний комплекс          | 1943, 1941 – 1945              | 1952              | ск. П.Андреєв                            | залізобетон, цегла оштук.                                                     | вис. ск. – 2,5 м,пост. – 1,5 м                    | –                                                                |
| 35. | пам’ятний знак полеглим воїнам-землякам                                                                                                | с. Романівка                              | 1941 – 1945                    | 1981              | Харківський художньо-виробничий комбінат | залізобетон, граніт, мармур                                                   | вис. ск. – 3,5 м,пост. – 3,0 м,стела – 2,5х12,0 м | Рішення виконкому Зуба-нівської сільради від 16.04.1980 р.       |
| 36. | Могила радянського воїна, пам’ятний знак полеглим воїнам-землякам                                                                      | с. Іванове Селище, меморіальний комплекс  | 1943, 1941 – 1945              | 1958              | ск. М.Ярошенко, Г.Новосельцев            | залізобетон, граніт                                                           | вис. ск. – 2,8 м,пост. – 2,5 м                    | –                                                                |
| 37. | Пам’ятний знак на місці загибелі учасників встановлення радянської влади                                                               | с. Кирияківка, по дорозі нас. Броварки    | 1920                           | 1967              | Місцеві майстри                          | залізобетон                                                                   | вис. 5,5 м                                        | –                                                                |
| 38. | Братська могила радянських воїнів, пам’ятний знак полеглим воїнам-землякам                                                             | с. Кирияківка, центр                      | 1943,1941 – 1945               | 1953              | ск. О. Супрун, А. Білостоцький           | залізобетон, цегла оштук.                                                     | вис. ск. – 2,5 м,пост. – 3,0 м                    | –                                                                |
| 39. | Пам’ятний знак на місці загибелі генерал-лейтенанта О.І.Зигіна                                                                         | с. Кирияківка,                            | 1943                           | 1967              | Місцеві майстри                          | залізобетон                                                                   | вис. 7,0 м                                        | –                                                                |
| 40. | Братська могила радянських воїнів і підпільників                                                                                       | с. Великі Кринки, центр                   | 1943                           | 1957              | ск. І.Білоусов                           | залізобетон, граніт                                                           | вис. ск. – 3,0 м,пост. – 2,1 м                    | –                                                                |
| 41. | Пам’ятник воїнам-визволителям і полеглим воїнам-односельчанам                                                                          | с. Малі Кринки, біля клубу                | 1943, 1941 – 1945              | 1967              | ск. П.Кальницький, П.Остапенко           | залізо- бетон, цегла оштук.                                                   | вис. ск. – 2,0 м,пост. – 2,5 м.                   | –                                                                |
| 42. | Меморіальний комплекс: | с. Великі Кринки                          |                                |                   |                                          | стела – залізобет., ск. – залізобетон, пост. – цеглаоблиць. гранітною плиткою | вис. стели –10 м,ск. – 3,0 м,пост. – 1,5 м        | –                                                                |
| 43. | 2 братські могили жертв фашизму |                                           | 1942                           |                   |                                          |                                                                               |                                                   |                                                                  |
| 44. | братська могила військовополонених |                                           | 1943                           |                   |                                          |                                                                               |                                                   |                                                                  |
| 45. | могила військового лікаря М.І.Колосова                                                                                                 |                                           | 1915–1943                      |                   |                                          | гранітна плита                                                                | 0,7 х 0,7 м                                       | –                                                                |
| 46. | пам’ятний знак воїнам-землякам |                                           | 1941–1945                      |                   |                                          | 12 гранітних плит                                                             | 0,7 х 0,7 м                                       | –                                                                |
| 47. | Братська могила радянських воїнів, пам’ятний знак полеглим воїнам-землякам                                                             | с. Весела Долина, меморіальний комплекс   | 1943, 1941 – 1945              | 1957              | ск. І.Білоусов                           | залізобетон, цегла оштук.                                                     | вис. – 3,0 м,пост. – 2,0 м                        | –                                                                |
| 48. | Братська могила радянських воїнів | с. Куп’євате, кладовище                   | 1943                           | 1958              | Місцеві майстри                          | обеліск – цегла оштук.                                                        | вис. 1,6 м                                        | –                                                                |
| 49. | Братська могила радянських воїнів, пам’ятний знак полеглим воїнам-землякам                                                             | с. Манжелія, меморіальний комплекс        | 1943, 1941 – 1945              | 1958              | ск. О.Савельєв                           | залізобетон, цегла оштук.                                                     | вис. ск. – 3,15 м,пост. – 3,1 м                   | –                                                                |
| 50. | Братська могила радянських воїнів, пам’ятний знак полеглим воїнам-землякам                                                             | с. Ламане, меморіальний комплекс          | 1943, 1941 – 1945              | 1960              | ск. М.Ярошенко                           | залізобетон, цегла оштук.                                                     | вис. ск. – 2,8 м,пост. – 2,0 м                    | –                                                                |
| 51. | Братська могила радянських воїнів, пам’ятний знак полеглим воїнам-землякам                                                             | с. Обознівка, меморіальний комплекс       | 1943, 1941 – 1945              | 1960              | ск. І.Білоусов                           | залізобетон, цегла оштук.                                                     | вис. ск. – 3,2 м,пост. – 3,5 м                    | –                                                                |
| 52. | Братська могила радянських воїнів, пам’ятний знак полеглим воїнам-землякам                                                             | с. Петрівка, меморіальний комплекс        | 1943, 1941 – 1945              | 1956              | ск. О.Савельєв                           | залізобетон, цегла оштук.                                                     | вис. ск. – 2,4 м,пост. – 2,0 м                    | –                                                                |
| 53. | Могила Героя Радянського Союзу М.Т.Панченка                                                                                            | с. Петрівка, кладовище                    | 1911 – 1959                    | 1976              | Полтавський райкомунгосп                 | граніт                                                                        | вис. 1,5 м                                        | Рішення № 20 обкому партії і облвиконкому від 14.03.1975         |
| 54. | 2 братські могили радянських воїнів | с. Турбаї, кладовище                      | 1943                           | 1975              | Місцеві майстри                          | граніт                                                                        | вис. 1,2 м                                        | –                                                                |
| 55. | Братська могила радянських воїнів, пам’ятний знак полеглим воїнам-землякам                                                             | с. Пироги, меморіальний комплекс          | 1943, 1941 – 1945              | 1959, рек. 1999   | ск. М.Ярошенко                           | залізобетон, цегла, граніт, плитка                                            | вис. ск. – 2,5 м,пост. – 2,3 м                    | –                                                                |
| 56. | Приміщення школи, в якій навчався Герой Радянського Союзу В.П.Борисенко                                                                | с. Пироги                                 | 1937 – 1941                    | 1968              | –                                        | цегла, мармур                                                                 | площа 468 м2                                      | –                                                                |
| 57. | Братська могила радянських воїнів, де похований земляк Герой Радянського Союзу В.П.Борисенко, пам’ятний знак полеглим воїнам-землякам  | с. Бориси, центр                          | 1943, 1945, 1941 – 1945        | 1957              | ск. І.Білоусов                           | залізобетон, цегла, граніт, плитка                                            | вис. ск. – 2,5 м,пост. – 1,8 м                    | –                                                                |
| 58. | Братська могила радянських воїнів | с. Опришки                                | 1943                           | 1959              | ск. Н.Лось                               | залізобетон, граніт                                                           | вис. ск. – 2,6 м,пост. – 2,6 м                    | –                                                                |
| 59. | Братська могила радянських воїнів, пам’ятний знак полеглим воїнам-землякам                                                             | с. Яроші, меморіальний комплекс           | 1943, 1941 – 1945              | 1959              | ск. О.Савельєв                           | залізобетон, цегла оштук.                                                     | вис. ск. – 2,5 м,пост. – 2,5 м                    | –                                                                |
| 60. | Братська могила радянських воїнів | с. Погреби, центр                         | 1943                           | 1953              | ск. О. Супрун, А. Білостоцький           | залізобетон, цегла оштук.                                                     | вис. ск. – 2,5 м,пост. – 3,0 м                    | –                                                                |
| 61. | Братська могила радянських воїнів | с. Погреби,біля клубу                     | 1943                           | 1956              | ск. І.Білоусов                           | залізобетон, цегла оштук.                                                     | вис. ск. – 2,5 м,пост. – 2,5 м                    | –                                                                |
| 62. | Братська могила радянських воїнів | с. Погреби, біля станції Рублівка         | 1943                           | 1958              | ск. О. Супрун, А. Білостоцький           | залізобетон, цегла оштук.                                                     | вис. ск. – 2,85 м,пост. – 2,0 м                   | –                                                                |
| 63. | Братська могила радянських воїнів | с. Канівщина                              | 1943                           | 1970              | Місцеві майстри                          | обеліск – цегла                                                               | вис. 3,0 м                                        | –                                                                |
| 64. | Братська могила радянських воїнів, пам’ятний знак полеглим воїнам-землякам                                                             | с. Пронозівка, меморіальний комплекс      | 1943, 1941 – 1945              | 1959              | ск. М.Ярошенко, Г.Новосельцев.           | залізобетон, цегла оштук.                                                     | вис. ск. – 2,5 м,пост. – 2,35 м                   | –                                                                |
| 65. | Братська могила радянських воїнів, пам’ятний знак полеглим воїнам-землякам                                                             | с. Кагамлик, меморіальний комплекс        | 1943, 1941 – 1945              | 1965              | ск. П.Андреєв                            | залізобетон                                                                   | вис. ск. – 2,5 м,пост. – 1,1 м                    | –                                                                |
| 66. | Братська могила радянських воїнів, пам’ятний знак полеглим воїнам-землякам                                                             | с. Мозоліївка, меморіальний комплекс      | 1943, 1941 – 1945              | 1958              | ск. П.Андреєв                            | залізобетон, цегла оштук.                                                     | вис. ск. – 2,5 м,пост. – 2,5 м                    | –                                                                |
| 67. | Братська могила радянських воїнів, пам’ятний знак полеглим воїнам-землякам                                                             | с. Пустовійтове, меморіальний комплекс    | 1943, 1941 – 1945              | 1955              | ск. О. Супрун, А. Білостоцький           | залізобетон, цегла оштук.                                                     | вис. ск. – 2,6 м,пост. – 2,7 м                    | –                                                                |
| 68. | Могила Героя Соціалістичної Праці А.Ю.Панченко                                                                                         | с. Пустовійтове                           | 1916 – 1981                    | 1982              | –                                        | мармуро-ва крихта                                                             | вис. 1,3 м                                        | –                                                                |
| 69. | Братська могила радянських воїнів, пам’ятний знак полеглим воїнам-землякам                                                             | с. Пузикове, меморіальний комплекс        | 1943, 1941 – 1945              | 1960              | ск. В.Федченко                           | залізобетон, граніт                                                           | вис. ск. – 2,8 м,пост. – 2,0 м                    | –                                                                |
| 70. | Братська могила учасників встановлення радянської влади                                                                                | с. Святилівка                             | 1920                           | 1967              | ск. В.Лук’янов                           | стела – залізобетон                                                           | вис. 3,2 м                                        | –                                                                |
| 71. | Братська могила радянських воїнів, пам’ятний знак полеглим воїнам-землякам                                                             | с. Святилівка, меморіальний комплекс      | 1943, 1941 – 1945              | 1956              | ск. О. Супрун, А. Білостоцький           | залізобетон, цегла оштук.                                                     | вис. ск. – 3,2 м,пост. – 3,9 м                    | –                                                                |
| 72. | Могила радянського воїна, пам’ятний знак полеглим воїнам-землякам                                                                      | с. Липове, меморіальний комплекс          | 1943, 1941 – 1945              | 1958              | ск. О. Супрун, А. Білостоцький           | залізобетон, цегла оштук.                                                     | вис. ск. – 2,9 м,пост. – 2,5 м                    | –                                                                |
| 73. | Братська могила радянських воїнів, пам’ятний знак полеглим воїнам-землякам                                                             | с. Федорівка, меморіальний комплекс       | 1943, 1941 – 1945              | 1974              | ск. М.Ярошенко, Г.Новосельцев.           | залізобетон, граніт                                                           | вис. ск. – 3,5 м,пост. – 2,0 м                    | –                                                                |
| 74. | Братська могила радянських воїнів, пам’ятний знак полеглим воїнам-землякам, загиблим під час громадянської та Великої Вітчизняної воєн | с. Попівка, меморіальний комплекс         | 1943, 1918 – 1920, 1941 – 1945 | 1958              | ск. П.Андреєв                            | залізобетон, граніт                                                           | вис. ск. – 2,5 м,пост. – 2,1 м                    | –                                                                |
| 75. | Братська могила радянських воїнів | с. Фрунзівка                              | 1943                           | 1959              | ск. Б.Клейн,арх. Н.Клейн                 | залізобетон                                                                   | вис. ск. – 2,5 м,пост. – 2,8 м                    | –                                                                |
| 76. | Братська могила радянських воїнів, пам’ятний знак полеглим воїнам-землякам                                                             | с. Сиротенки, меморіальний комплекс       | 1943, 1941 – 1945              | 1955              | ск. В.Іванов                             | залізобетон, цегла оштук.                                                     | вис. ск. – 1,8 м,пост. – 2,0                      | –                                                                |